# پذیرایی

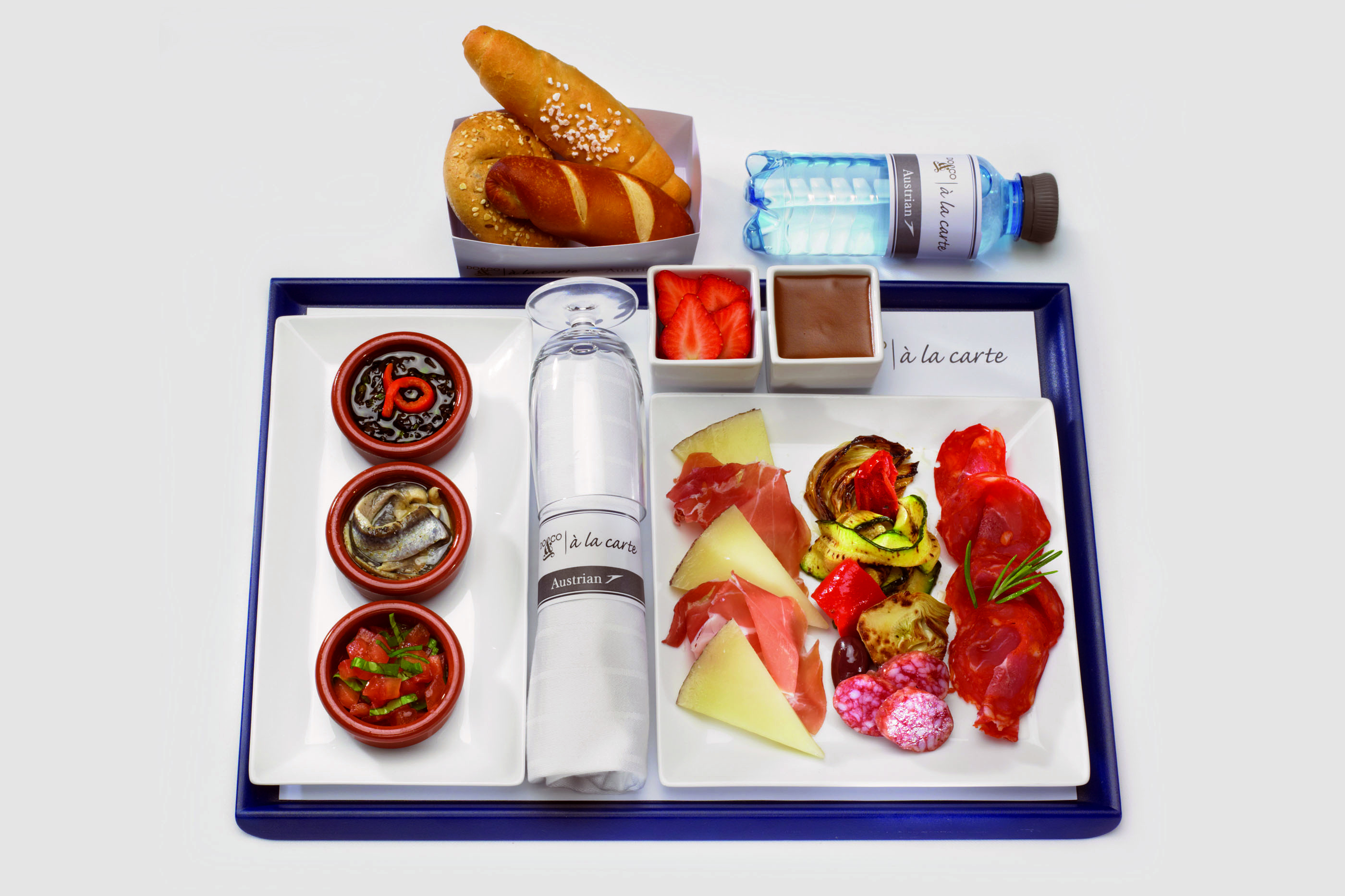
یک غذای هواپیمای لوکس و گران تهیه‌شده توسط شرکت پذیرایی دو اند کو

پذیرایی یا کِیتِرینگ (انگلیسی: Catering) به صنعت آماده‌سازی و پخت غذا و نوشیدنی در یک محل و سِرو آن در محلی دیگر گفته می‌شود. کترینگ هواپیمایی، کترینگ قطار، کترینگ بیمارستانی و کترینگ هتلی از انواع کترینگ هستند. 